# Jean-Claude Brondani
Jean-Claude Brondani (Houilles, 2 febbraio 1944) è un ex judoka francese.

## Palmarès
- Giochi olimpici

Monaco di Baviera 1972: bronzo nell'Open.